# Canibus
Germaine Williams nascido em Kingston, mais conhecido pelo seu nome artístico Canibus, é um rapper e ator americano que nasceu na Jamaica. Sua trajetória iniciou nos anos 90, quando ficou conhecido por sua habilidade no Freestyle rap. Eventualmente, Canibus lançou seu primeiro album Can-I-Bus em 1998. O website About.com classificou Canibus em 32 na sua lista de "Top 50 MCs da Nossa Época (1987-2007)". A revista The Source colocou Canibus em 44 na lista "Top 50 Compositores de Todos os Tempos".

## Biografia
Germaine Williams nasceu em 9 de dezembro de 1974, em Kingston, Jamaica. Ele é descendente de jamaicanos. Seu pai, Basil Williams, era um jogador de críquete jamaicano e das Índias Ocidentais. A sua família mudava-se com frequência, sendo que moraram no Bronx, Newark, New Jersey, Washington DC, Atlanta, Miami, Búfalo, e Londres, por causa da carreira de sua mãe exigindo constante relocação. Canibus afirmou que ele era uma criança introvertida enquanto crescia. Após concluir o ensino médio em 1992, ele passou um ano trabalhando para a AT&T Corporation e outro ano como analista de dados para o Departamento de Justiça dos EUA. Seu interesse por computadores e pela Internet o levou a estudar ciência da computação no DeKalb College em Atlanta.
Canibus começou a rimar no início dos anos 1990 e em 1992 com o nome de Canibus Sativa, e formou uma dupla chamada T.H.E.M. (The Heralds of Extreme Metaphors) com o rapper Webb de Atlanta (agora chamado C.I., também conhecido como Central Intelligence).
Em 1996, T.H.E.M. se dividiu e a Canibus se uniu ao empresário Charles Suitt. Naquele mesmo ano, Charles Suitt apresentou Canibus ao produtor de platina Frankie Cutlass e os dois colaboraram em uma música. Canibus também apareceu no remix "Music Makes Me High" do Lost Boyz com Tha Dogg Pound, tornando-se a primeira participação oficial de Canibus em um disco.
Em dezembro de 1997, Canibus discutiu publicamente pela primeira vez um confronto verbal com LL Cool J em uma entrevista com Tourè para The Village Voice. Também participaram da entrevista John Forté, DMX, Big Pun, Mos Def e Mic Geronimo. A discussão da mesa redonda foi gravada por Kurt Nice e apresentada na compilação de "Shades of Hip Hop Hot 2 Def" em 1998 e relançada em 2004 em "Shades of Hip Hop: The Cypher".
O álbum de estreia do Canibus, Can-I-Bus, foi lançado em 8 de setembro de 1998. A música "Second Round K.O.", produzida por Wyclef Jean, foi um sucesso, com o vídeo apresentando Wyclef e uma participação especial do boxeador Mike Tyson. Apesar de eventualmente ter sido certificado Ouro, o álbum receubeu diversas críticas negativas em relação aos assuntos abordados por Canibus e os beats de Wyclef, a maioria das quais foram consideradas inferiores a ambos "Second Round K.O." e as colaborações anteriores dos artistas.
O álbum continha muito material de consciência social, como corrupção dentro do governo dos EUA, AIDS e violência na América moderna.
Canibus teve uma rivalidade com LL Cool J por causa de um verso que Canibus deu na faixa "4,3,2,1" de LL de seu álbum Phenomenon. A faixa contou com Canibus, Method Man, Redman e DMX. O verso de Canibus começou com a linha "Ei, LL, isso é um microfone no seu braço? Deixe-me pegar emprestado", referindo-se à tatuagem do microfone no braço de LL Cool J, sendo que LL Cool J interpretou como um insulto Canibus. Quando a versão final da música saiu, apresentava o verso de LL Cool J após o de Canibus, zombando de uma pessoa não especificada que aparentava ser Canibus.

## Obras

### Discos Solo
- Can-I-Bus (1998)
- 2000 B.C. (Before Can-I-Bus) (2000)
- C! True Hollywood Stories (2001)
- Mic Club: The Curriculum (2002)
- Rip the Jacker (2003) (produzido por Stoupe the Enemy of Mankind)
- Mind Control (2005)
- Hip-Hop for Sale (2005)
- For Whom the Beat Tolls (2007)
- Melatonin Magik (2010)
- (C of Tranquility (2010)
- Lyrical Law (2011)
- Fait Accompli (2014)
- Time Flys, Life Dies... Phoenix Rise (2015) (produzido por Bronze Nazareth)
- Kaiju (2021) (produzido por Body Bag Ben)

### EPs
- Canibus & Keith Murray Are The Undergods (2009) (com Keith Murray, como The Undergods)
- Historic EP (2014) (com Killah Priest, Kurupt & Ras Kass, como HRSMN)
- Full Spectrum Dominance (2018)
- Full Spectrum Dominance 2 (2018)
- Matrix Theory I (2018) (com Marty McKay)
- Full Spectrum Dominance 3 (2019)
- Matrix Theory II (2019) (com Marty McKay)
- Full Spectrum Dominance: Repolarization (2019)
- Matrix Theory III (2019) (com Marty McKay)
- Matrix Theory IV (2020) (com Marty McKay)
- Matrix Theory V (2021) (com Marty McKay)

### Projetos Colaborativos
- The Horsemen Project (2003) (com Killah Priest, Kurupt & Ras Kass, como The Four Horsemen)
- Def Con Zero (2005)  (com Phoenix Orion, como Cloak N Dagga)
- In Gods We Trust – Crush Microphones to Dust (2011) (com Keith Murray, como The Undergods)
- Lyrical Warfare (2011) (com Webb, como T.H.E.M.; gravado em 1993 até 1995)
- The 2nd Coming (2013) (com Bronze Nazareth, Cappadonna, M-Eighty, Nino Grave & Planet Asia, como Almighty)
- The Last Ride (2021) (com Killah Priest, Kurupt & Ras Kass, como HRSMN)
- Microphone Land (2021) (com Jaximus)

### Filmes
- Eyes on Hip Hop (1995)
- Bamboozled (2000)
- Beef II (2004)
- The MC: Why We Do It (2005)